# Jókai Tibor
Jókai Tibor (1967. augusztus 8. – Komárom,  2018. április 8.) pedagógus, az SzMPSz elnöke.

## Élete
A búcsi alapiskola elvégzése után Dunaszerdahelyen érettségizett. 1992-ben a nyitrai egyetemen tanítói oklevelet szerzett. A komáromi Béke Utcai Alapiskolában kezdett tanítani. Aktívan bekapcsolódott a pedagógusszövetség tevékenységébe, az iskolai alapszervezet elnöke lett.
2003-ban létrehozták a Szlovákiai Magyar Pedagógusok Szövetsége Központi Irodáját, melynek első vezetője lett. Tevékenységének köszönhetően kiépült a széles szakmai kapcsolat az Kárpát-medencével. 2014-ben az SZMPSZ elnökévé választották.
Vezetése alatt létrehozták a Felvidéki Magyar Pedagógusok Házát.
A komáromi református temetőben nyugszik.

## Elismerései
- 2018 Magyar Arany Érdemkereszt